# Henry Phipps, 1:e earl av Mulgrave

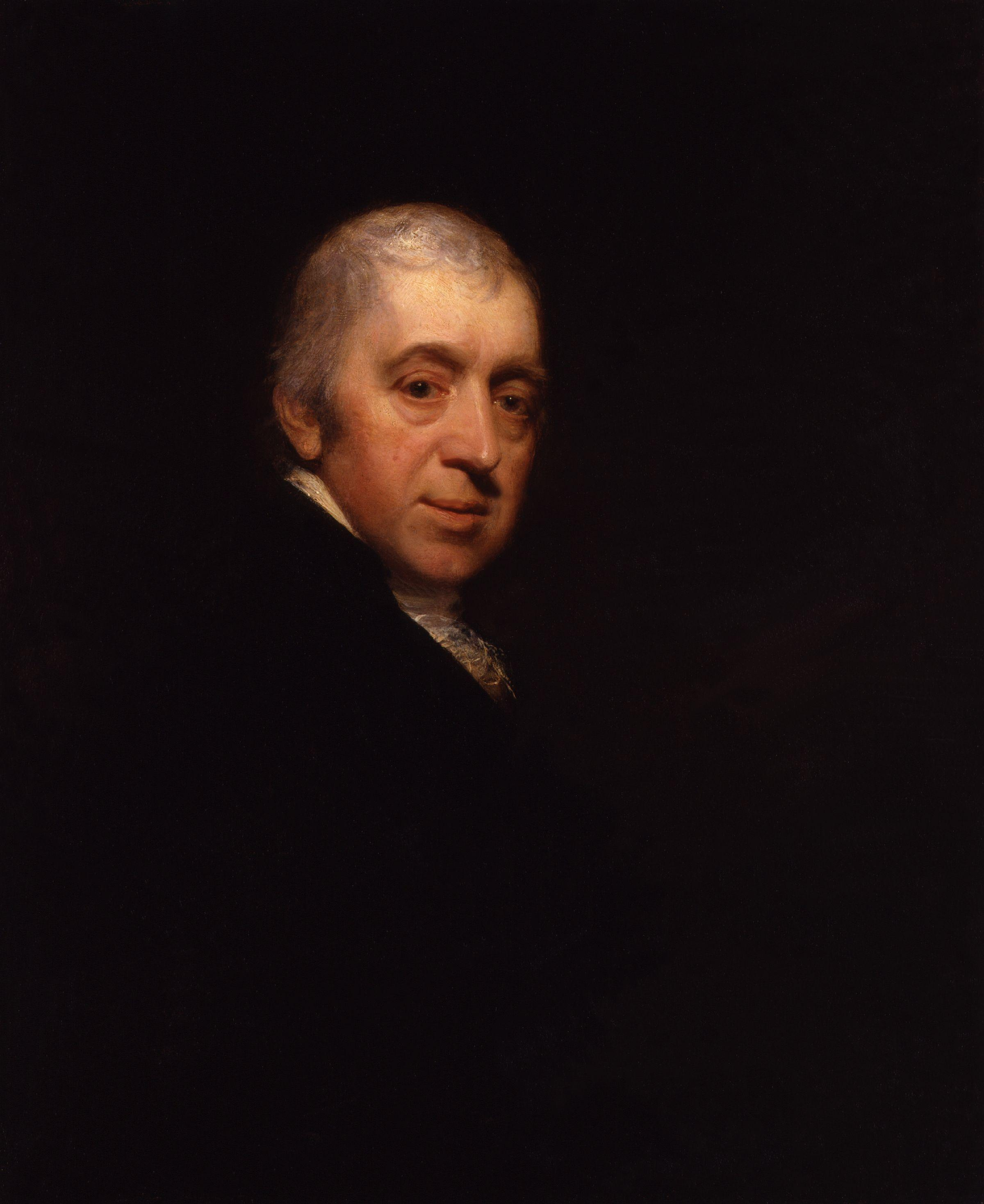
Henry Phipps, 1:e earl av Mulgrave av sir William Beechey.

Henry Phipps, 1:e earl av Mulgrave, född den 14 februari 1755, död den 7 april 1831, var en brittisk politiker, son till Constantine Phipps, 1:e baron Mulgrave, bror till Constantine Phipps, 2:e baron Mulgrave, far till Constantine Phipps, 1:e markis av Normanby.
Mulgrave deltog som ung officer i kriget mot de nordamerikanska kolonierna, var 1784-94 ledamot av underhuset, fick 1794 som baron Mulgrave säte i överhuset och var där William Pitt den yngres språkrör (liksom i övrigt hans förtrogne rådgivare) i militära frågor. Han inkallades 1804 i kabinettet som kansler för hertigdömet Lancaster, var januari 1805-februari 1806 utrikesminister under Pitt och 1807-10 förste amiralitetslord (i Portlands och Percevals ministärer) samt deltog som sådan väsentligen i organiserandet av expeditionerna mot danska flottan (1807) och till Walcheren (1810). I kabinettet satt Mulgrave, som 1812 erhöll earlvärdighet, kvar till 1820, varav till 1818 som generalfälttygmästare. Han var strängt konservativ och en god debattör.